# Kurpark Wiesbaden

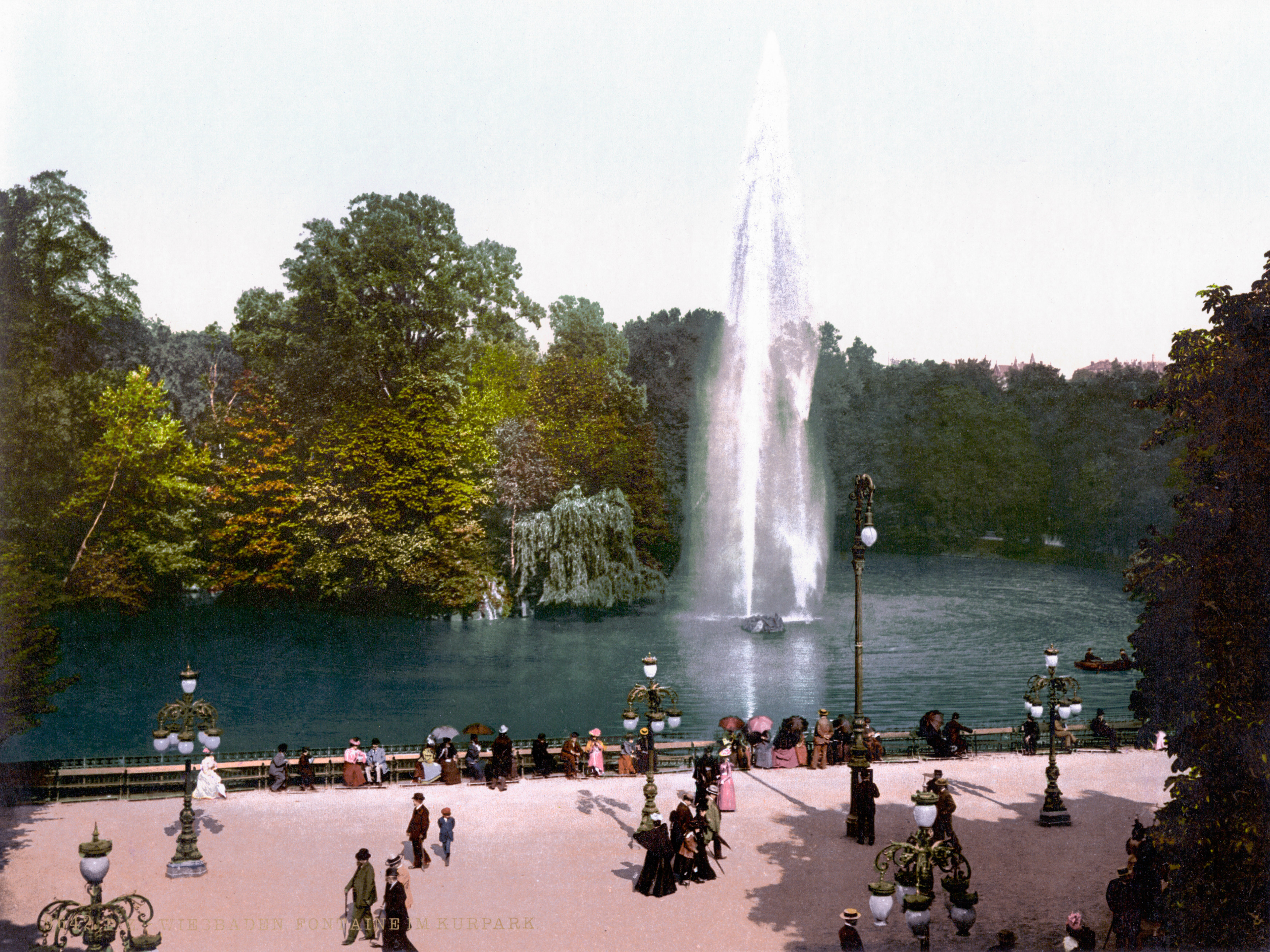
Kurpark mit Teich um das Jahr 1900

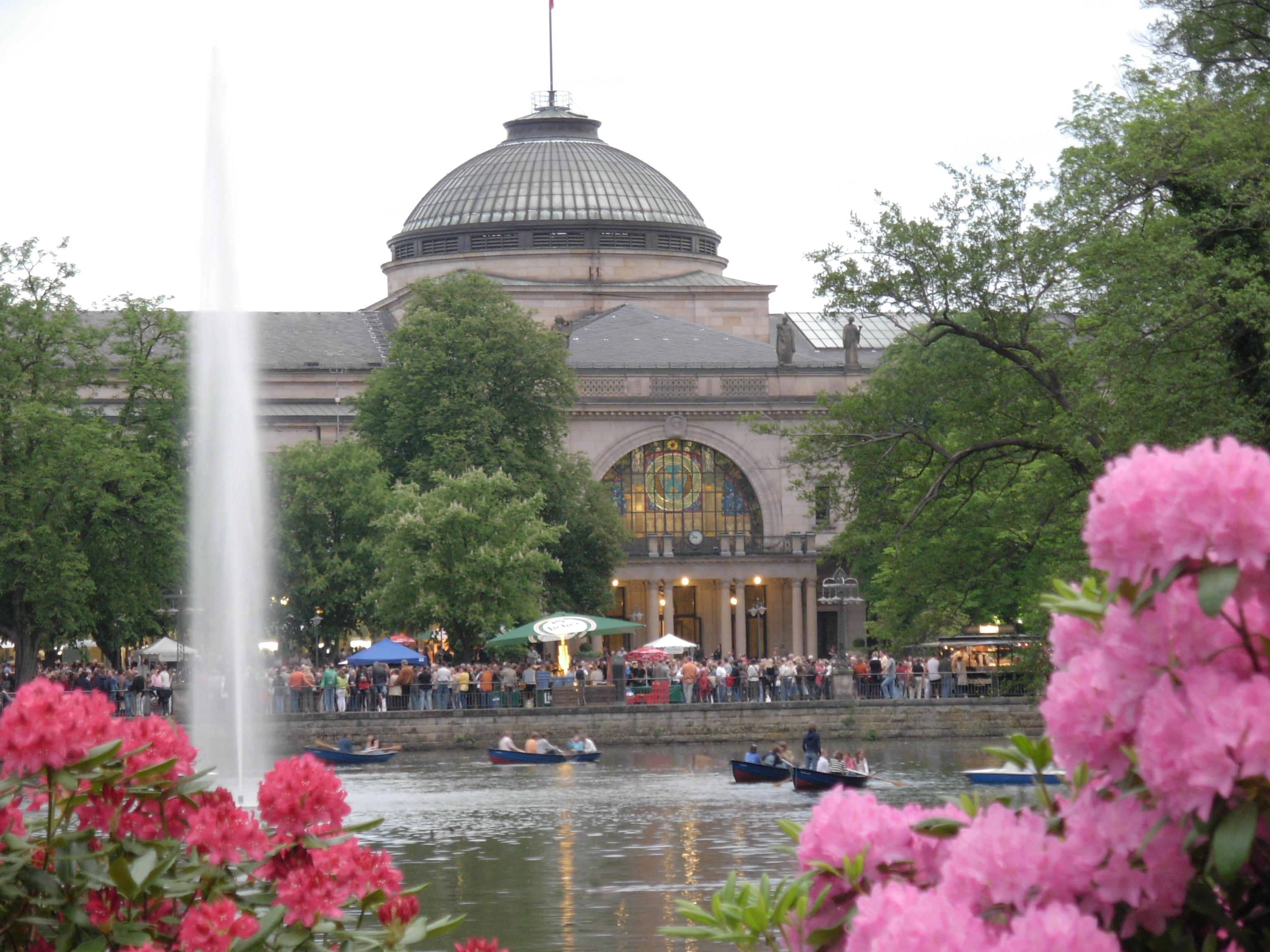
Kurhaus von der Parkseite mit Teich 2007

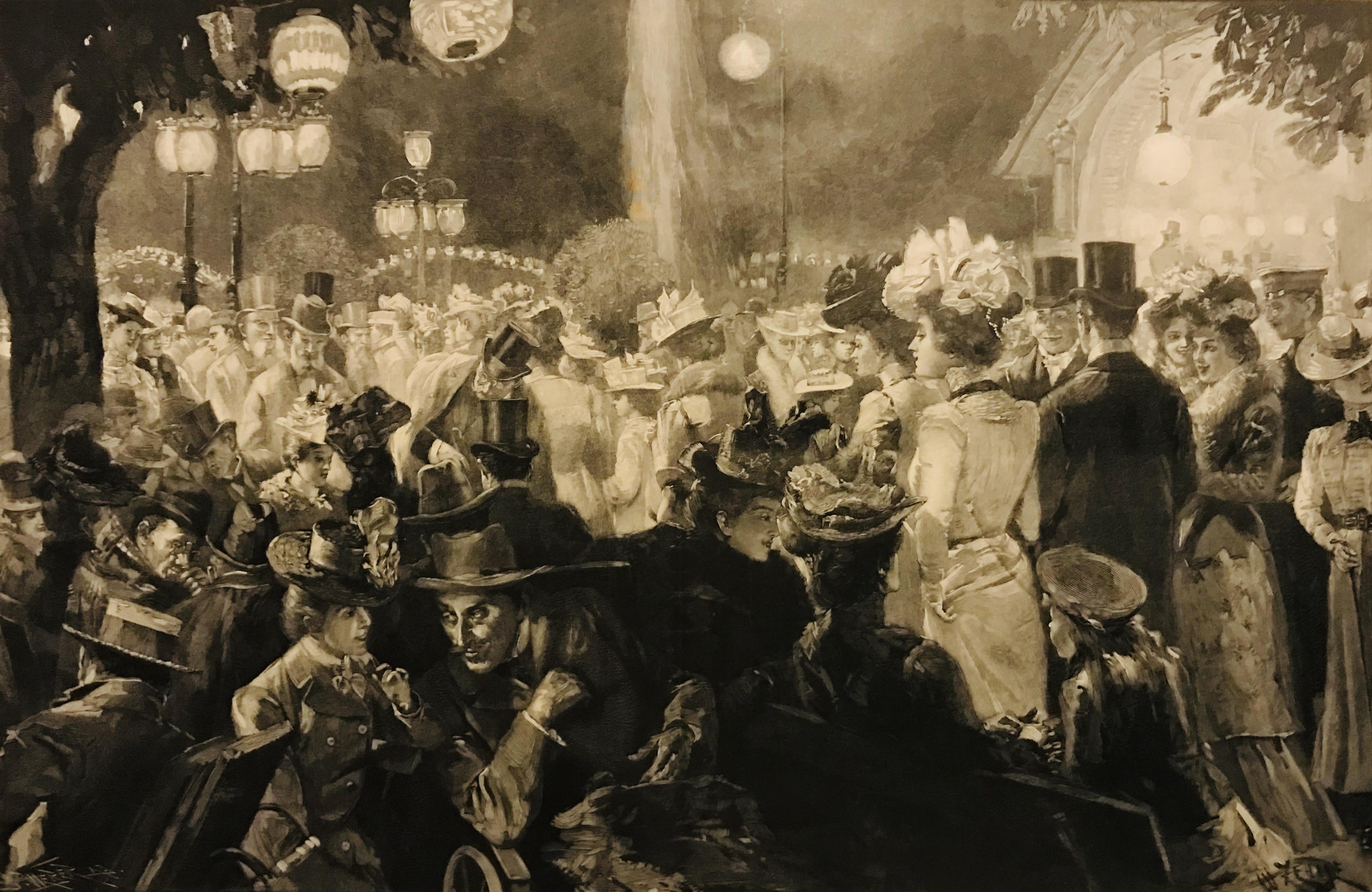
Werner Zehme: Promenadenconcert im Curgarten zu Wiesbaden, 1900, Fotografie einer Originalzeichnung von Zehme aus der Illustrierten Zeitung vom 20. September 1900, Privatsammlung Wiesbaden

Der Kurpark der hessischen Landeshauptstadt Wiesbaden wurde 1852 im Stil eines englischen Landschaftsgartens angelegt.
Er erstreckt sich auf einer Fläche von 75.000 m² im Tal des Rambaches vom Kurhaus an der Innenstadt (Kureck) bis an den Ortskern von Sonnenberg. Vom umzäunten Kurparkbereich führt die Kuranlage durch das Rambachtal mit einem weiteren Weiher. Das Aukammtal mündet in das Rambachtal. Seitlich werden der Kurpark und das Rambachtal begrenzt von der Sonnenberger Straße im Norden und der Parkstraße im Süden. An den Hängen um den Kurpark dehnen sich große Villengebiete aus der Gründerzeit aus. Das regelmäßig bepflanzte Blumenbeet am Weiher wurde durch ein pflegeleichtes Buschrosenfeld ersetzt. Die Blütenpracht des Rhododendronbestands leidet seit Jahren durch einen Knospenbefall. Lediglich die zahlreichen Magnolien verzaubern Anfang April den Kurpark mit einem Blütenmeer.
Der Kurpark bietet neben einem Teich mit sechs Meter hoher Wasserfontäne und altem teils exotischem Baumbestand auch mehrere Kunstobjekte bzw. Monumente, darunter – am so genannten Nizzaplätzchen – zwei Portikus-Sandstein-Säulen aus dem Mittelbau des alten Kurhauses von 1810, sowie der Fjodor-Dostojewski-Büste. Am anderen Ende steht das Gustav-Freytag-Denkmal. 1907 wurde der Park im Zuge des Neubaus des Kurhauses umgestaltet und 1937 ausgelichtet. In den letzten Jahren wurden wiederum große Bäume gefällt und durch einheimische ersetzt. Selbst die große Zierkirsche wurde von der Baumfällaktion nicht verschont.
In der Konzertmuschel zwischen Kurhaus und Teich fanden früher jeden Sonntag klassische Konzerte statt. Seit einigen Jahren bildet der Park auch den Rahmen für Popkonzerte. So fand 2004 hier ein Konzert von Sting statt, 2005 trat Patricia Kaas auf. Am 28. Juli 2005 sprach hier der Dalai Lama vor ca. 10.000 Zuschauern, der Verein „Freunde für einen Freund“, 2004 unter anderem vom damaligen Ministerpräsidenten Roland Koch (CDU) mitgegründet, organisierte den Auftritt. Während der Fußball-Weltmeisterschaft 2006 vom 9. Juni bis 9. Juli 2006 und während der Fußball-Europameisterschaft 2008 wurde der Park in Helmut-Schön-Park umbenannt. Dies geschah zu Ehren des ehemaligen DFB-Trainers, der in Wiesbaden seine Trainer-Laufbahn begonnen hatte und dort 1996 verstarb.

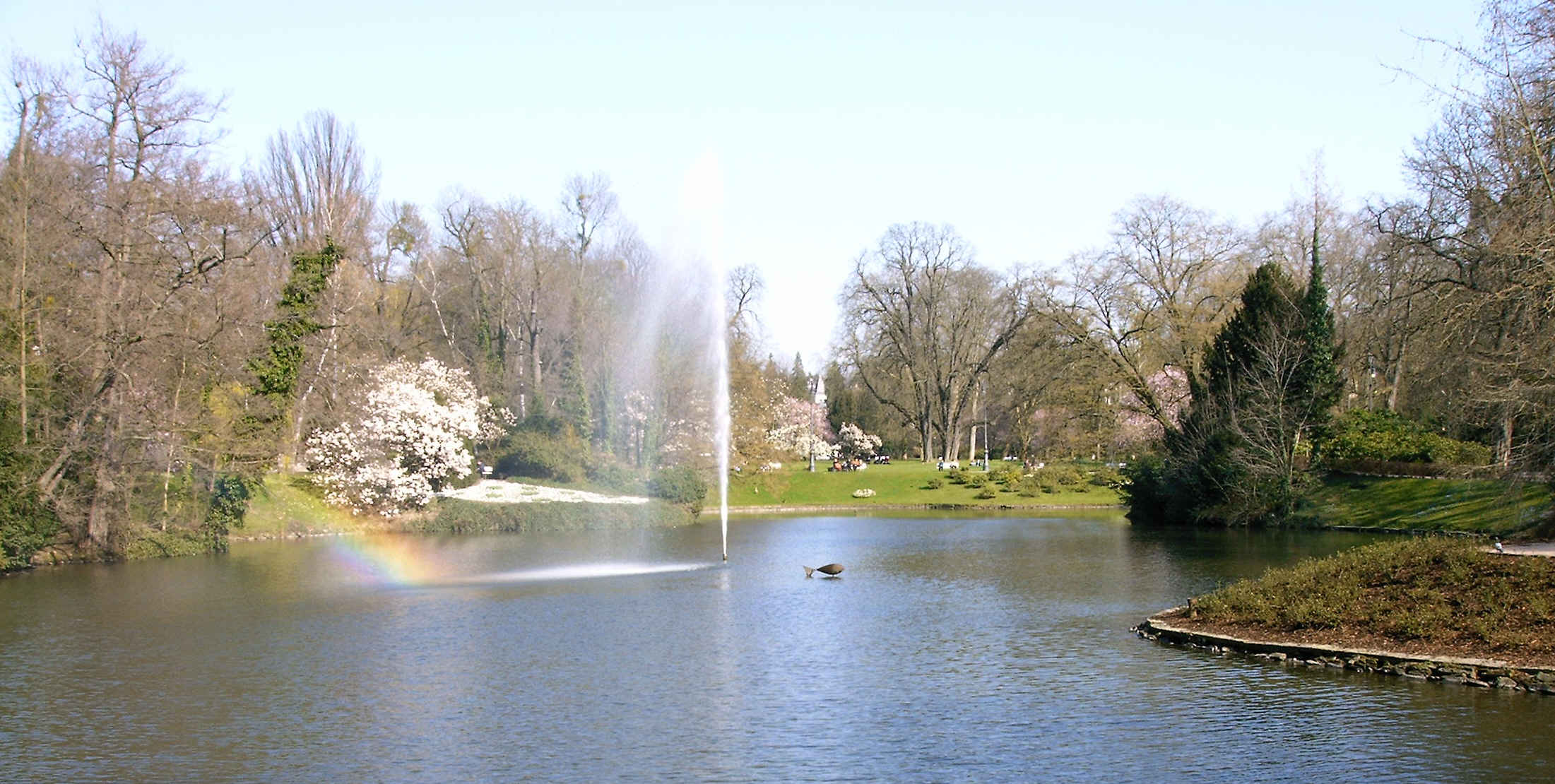
Kurpark mit Teich im März 2007 während der Baumblüte
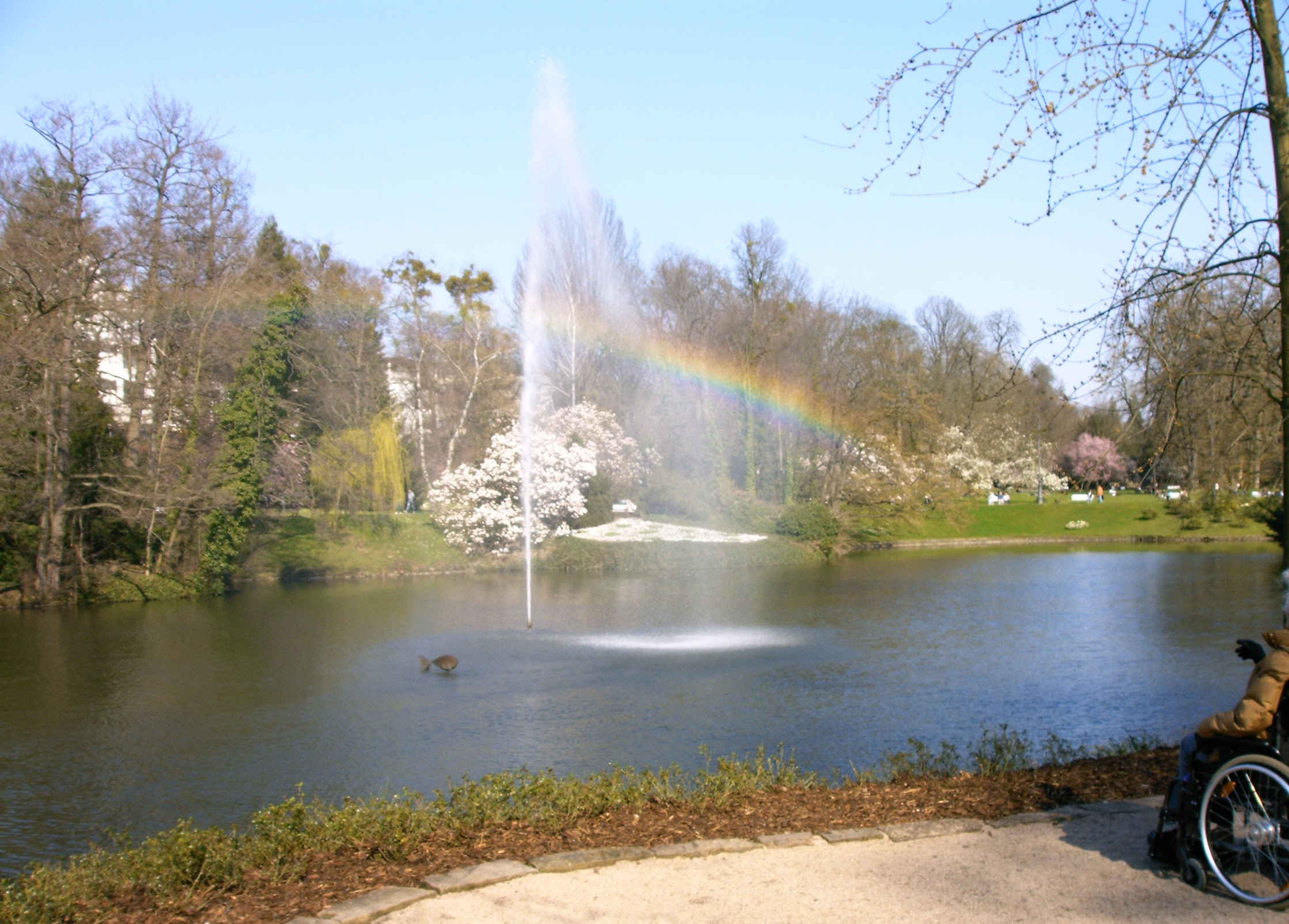
Kurpark mit Teich im März 2007 während der Baumblüte
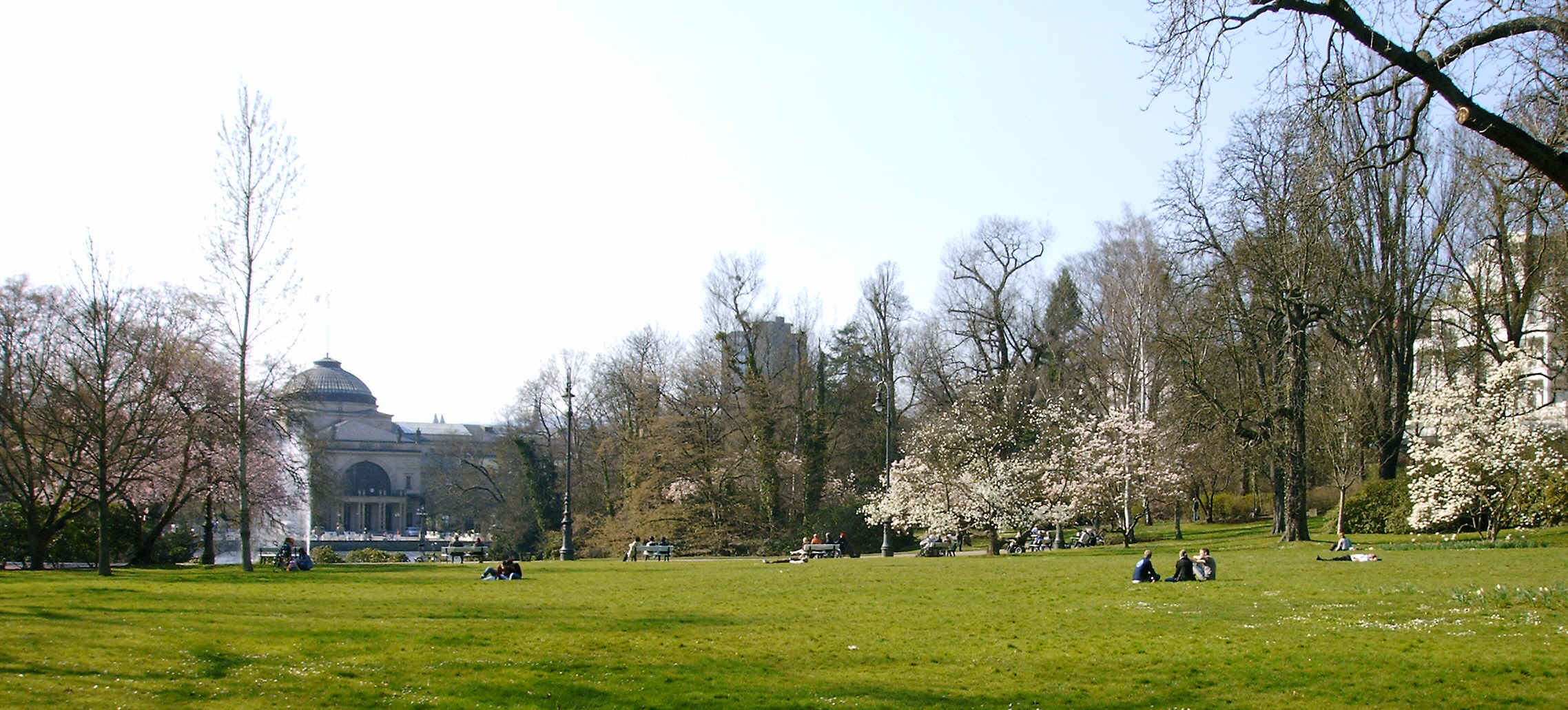
Kurpark mit Teich und Rückseite des Kurhauses im Hintergrund während der Baumblüte 2007
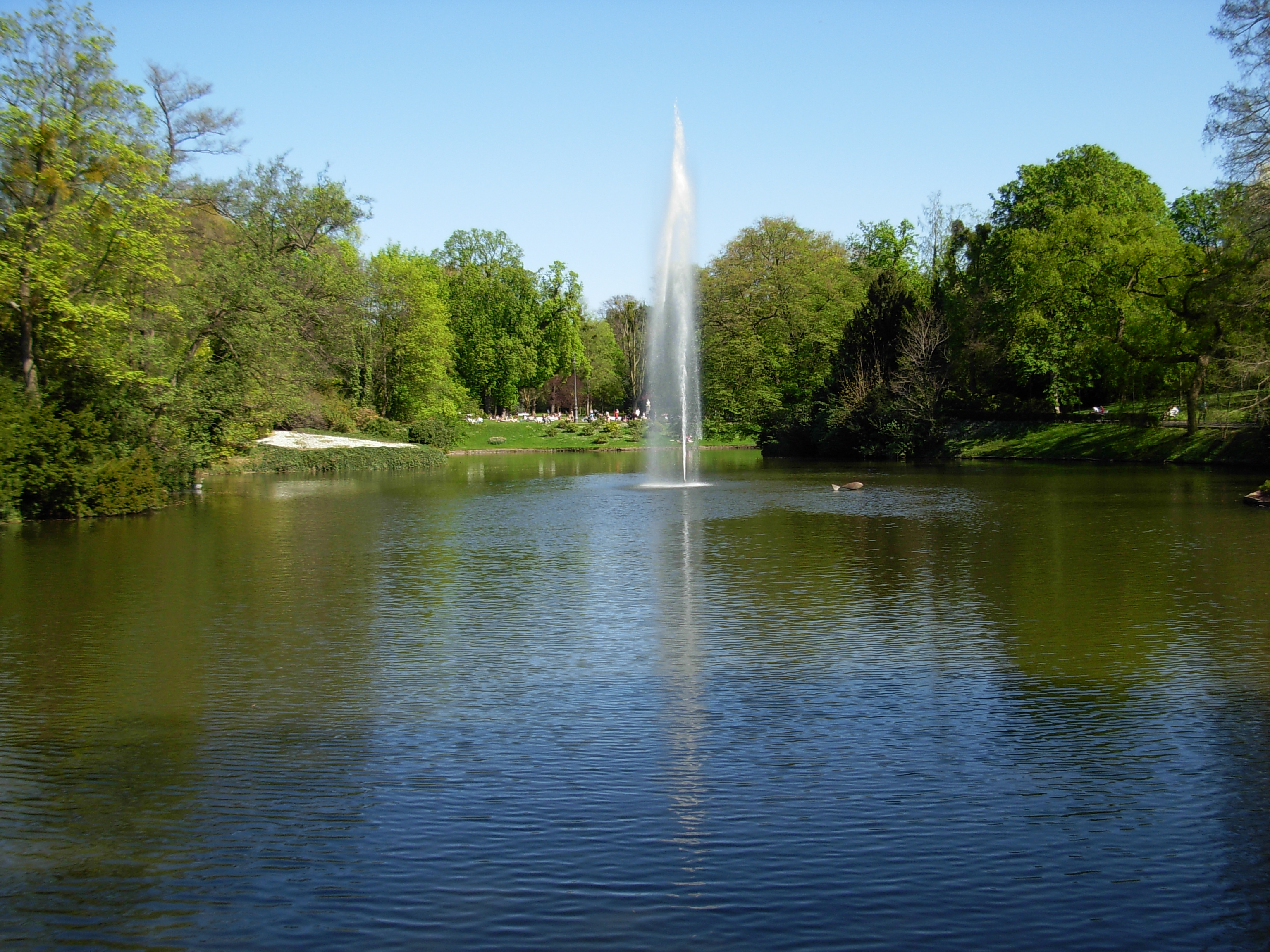
Kurpark mit Fontäne
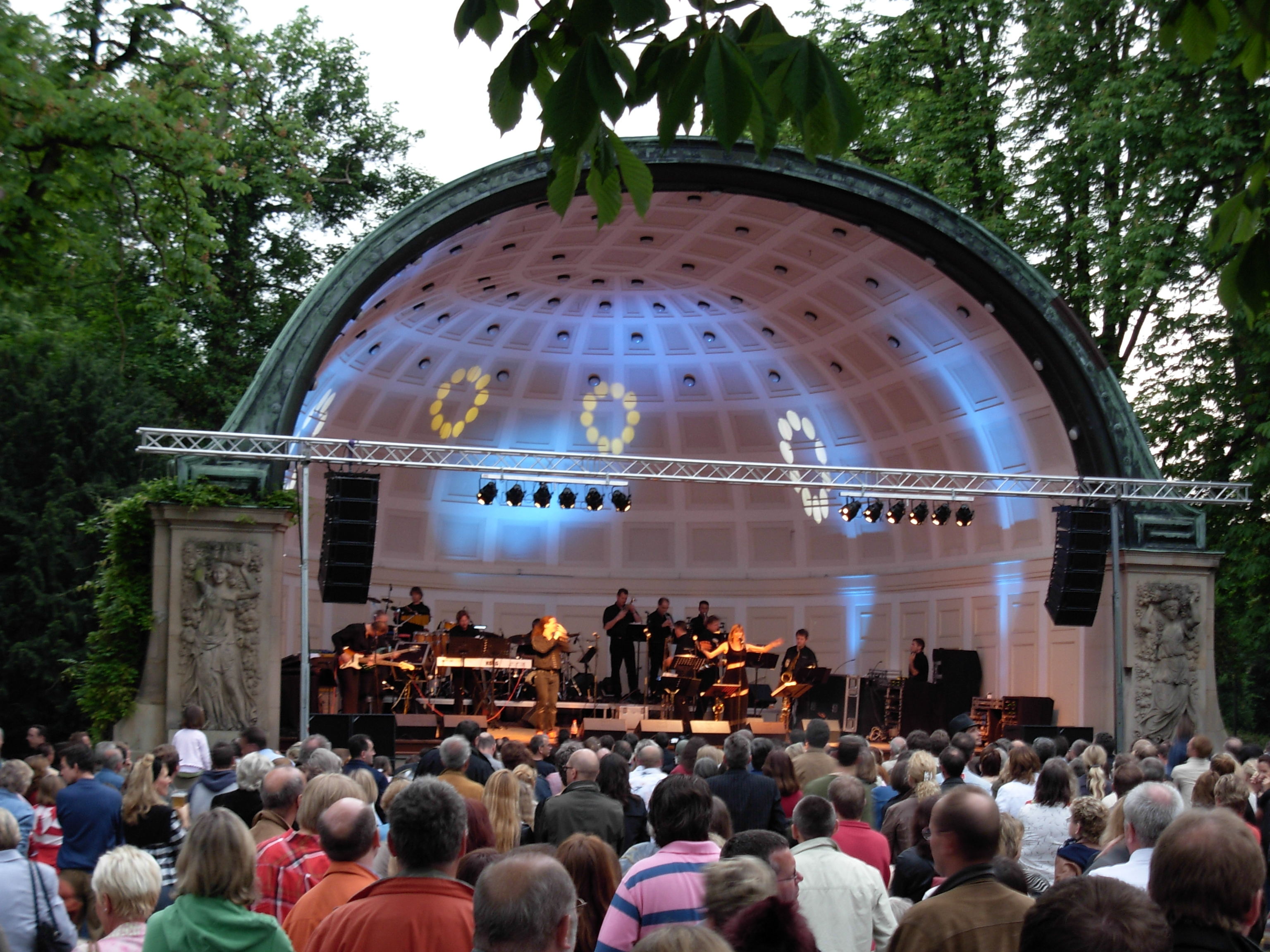
Konzertmuschel im Kurpark …
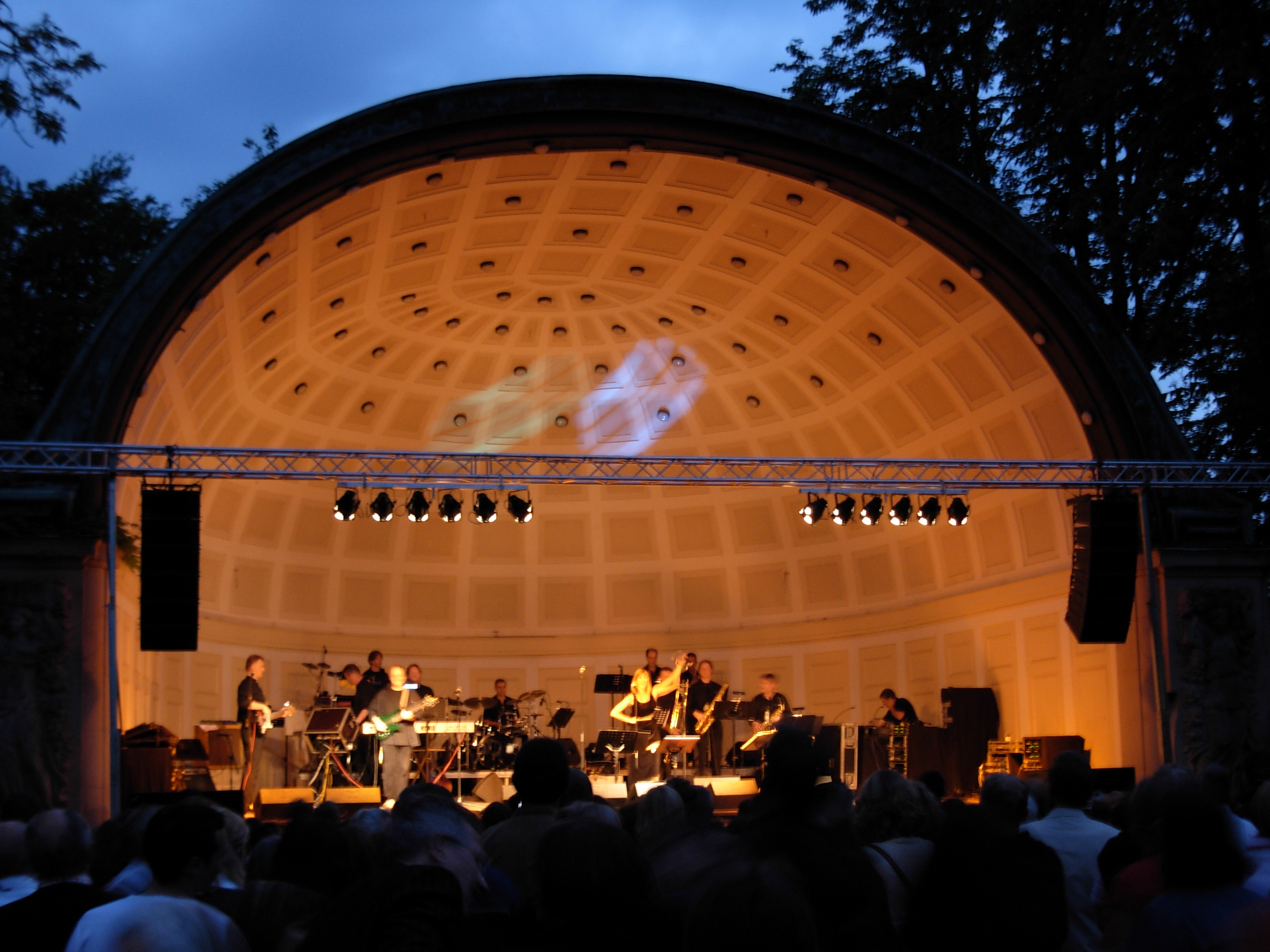
… während der 100-Jahres-Feier des Kurhauses
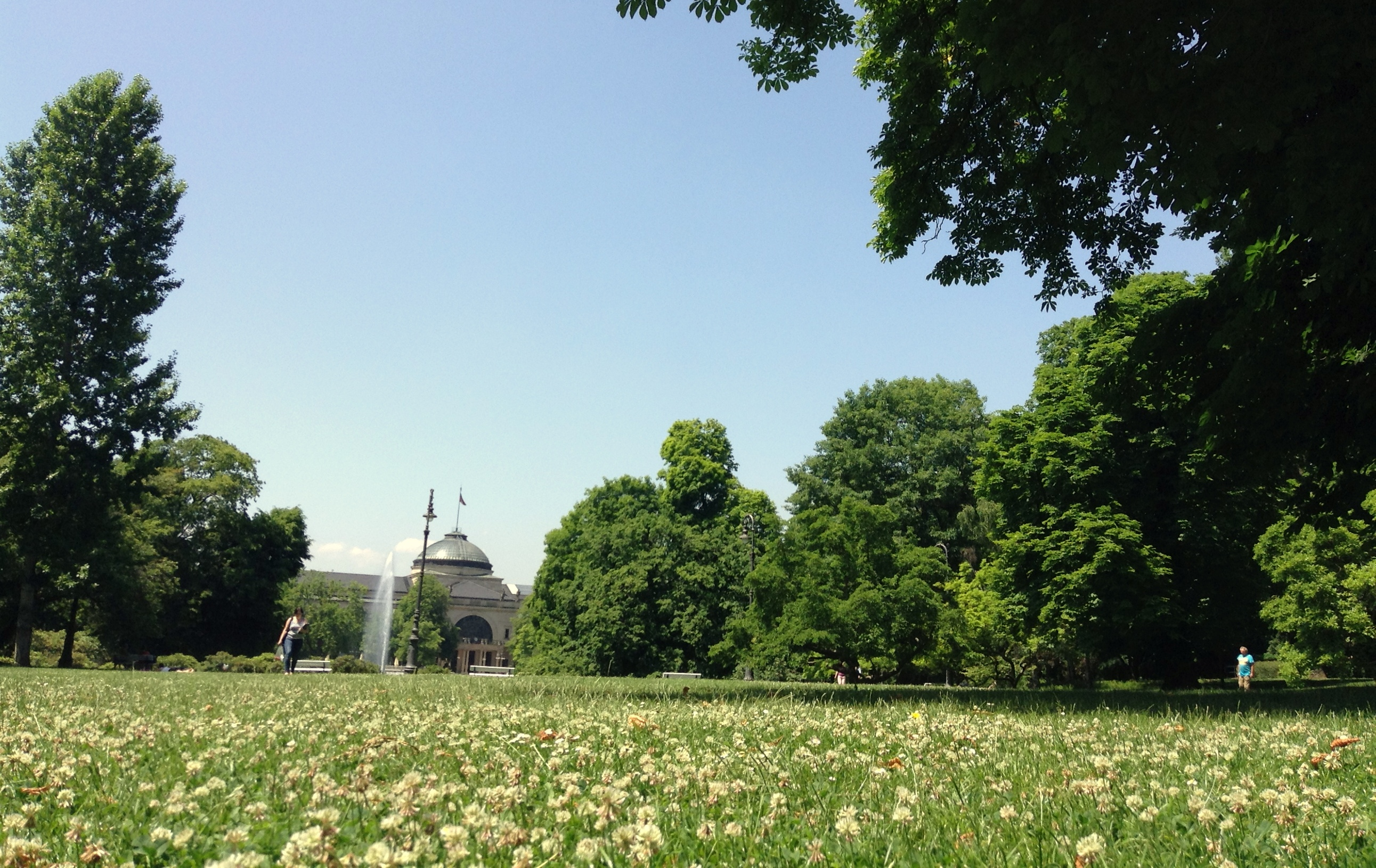
Kurpark 2013
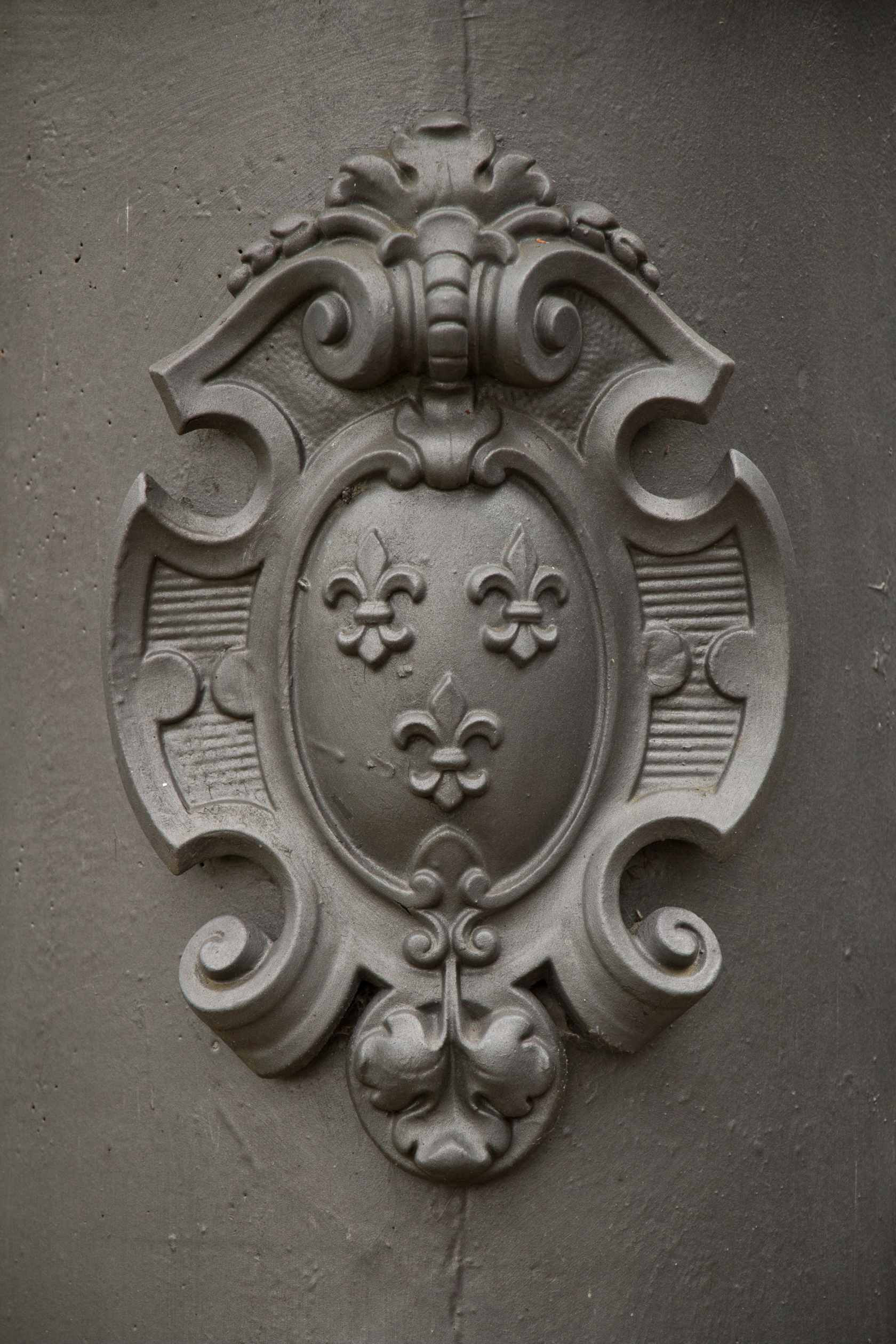
Das Stadtwappen auf einer der Lampen im Park